# يو هيراياما
يو هيراياما (باليابانية: 平山優؛ بالكانا: ひらやま ゆう) هي لاعبة كرة الريشة يابانية، ولدت في 25 يوليو 1985 في شيوغاما في اليابان.

## وصلات خارجية
- يو هيراياما على موقع BWF.tournamentsoftware.com (الإنجليزية)
- يو هيراياما على موقع BWFbadminton.com (الإنجليزية)